# زکریا (پیامبر عبری)
زکریا (عربی: زكريّا؛  – قرن ششم پیش از میلاد پیامبر بود. شخصی بود که در کتاب مقدس عبری به‌طور سنتی نویسنده کتاب زکریا، یازدهمین از دوازده پیامبر صغیر (پیامبران کهین) شناخته می‌شد.